# Billy Hassett
William Joseph „Billy” Hassett (ur. 21 października 1921 w Nowym Jorku, zm. 15 listopada 1992 w Leonardo) – amerykański koszykarz występujący na pozycji obrońcy, mistrz NBA z Minneapolis Lakers (1950), trener koszykarski.
W sezonie 1943/1944 występował w AAU, reprezentując Dow Chemics.
Jego brat – John Aloysious „Buddy” Hassett występował w Major League Baseball, reprezentując Brooklyn Dodgers, Boston Bees, Boston Braves, New York Yankees (1936–1942). 

## Osiągnięcia
Na podstawie, o ile nie zaznaczono inaczej.
NCAA
- Wicemistrz NCAA (1943)
- Zaliczony do[3]:
  - I składu American All-American (1945)
  - II składu All-American (1946)

Drużynowe
- Mistrz NBA (1950)[1]

Indywidualne
- Zaliczony do:
  - II składu turnieju World Professional Basketball Tournament (1947)
  - Galerii Sław Sportu uczelni Georgetown – Georgetown University Athletic Hall of Fame (1958)